# Jutogh
Jutogh är en ort i Indien.   Den ligger i distriktet Shimla och delstaten Himachal Pradesh, i den norra delen av landet, 270 km norr om huvudstaden New Delhi. Jutogh ligger 1 785 meter över havet och antalet invånare är 2 467.
Terrängen runt Jutogh är lite bergig. Runt Jutogh är det ganska tätbefolkat, med 160 invånare per kvadratkilometer. Närmaste större samhälle är Shimla, 4,8 km öster om Jutogh. I omgivningarna runt Jutogh växer i huvudsak blandskog.